# 阿琼·马塔蒂尔·拉马钱德兰
阿琼·马塔蒂尔·拉马钱德兰（英語：Arjun Madathil Ramachandran，1997年5月11日—），或通常簡稱阿琼·M·R（Arjun M.R.），印度男子羽毛球運動員。

## 簡歷
2016年12月，阿琼·马塔蒂尔·拉马钱德兰與拉馬錢德蘭·斯洛合作出戰尼泊爾羽毛球國際系列賽男子雙打項目，在決賽中以2比0的成績（21-18、21-15）擊敗了巴基斯坦選手里兹万·阿扎姆/苏莱里·卡西夫·阿里組合，奪得冠軍。2017年2月，二人合作出戰伊朗羽毛球國際挑戰賽男子雙打項目，又再成功闖入決賽，並擊敗了印尼組合奪冠。

## 主要比賽成績
| 年份   | 賽事                           | 公開賽級別 | 項目     | 拍檔                      | 成績   |
| ------ | ------------------------------ | ---------- | -------- | ------------------------- | ------ |
| 2016年 | 比利時羽毛球國際賽             | 國際挑戰賽 | 男子雙打 | 拉馬錢德蘭·斯洛           | 準決賽 |
| 2016年 | 波蘭羽毛球國際賽               | 國際系列賽 | 男子雙打 | 拉馬錢德蘭·斯洛           | 準決賽 |
| 2016年 | 波蘭羽毛球國際賽               | 國際系列賽 | 混合雙打 | 阿拉希·萨拉·苏尼尔        | 準決賽 |
| 2016年 | 印度羽毛球國際系列賽           | 國際系列賽 | 男子雙打 | 拉馬錢德蘭·斯洛           | 準決賽 |
| 2016年 | 印度羽毛球國際挑戰賽           | 國際挑戰賽 | 男子雙打 | 拉馬錢德蘭·斯洛           | 亞軍   |
| 2016年 | 尼泊爾羽毛球國際系列賽         | 國際系列賽 | 男子雙打 | 拉馬錢德蘭·斯洛           | 冠軍   |
| 2017年 | 伊朗羽毛球國際挑戰賽           | 國際挑戰賽 | 男子雙打 | 拉馬錢德蘭·斯洛           | 冠軍   |
| 2017年 | 俄羅斯羽毛球大獎賽             | 大獎賽     | 男子雙打 | 拉馬錢德蘭·斯洛           | 準決賽 |
| 2017年 | 越南羽毛球大獎賽               | 大獎賽     | 男子雙打 | 拉馬錢德蘭·斯洛           | 準決賽 |
| 2017年 | 埃塞俄比亞羽毛球國際賽         | 國際系列賽 | 男子雙打 | 拉馬錢德蘭·斯洛           | 冠軍   |
| 2017年 | 意大利羽毛球國際賽             | 國際挑戰賽 | 男子雙打 | 拉馬錢德蘭·斯洛           | 準決賽 |
| 2018年 | 希臘羽毛球公開賽               | 國際系列賽 | 男子雙打 | 拉馬錢德蘭·斯洛           | 冠軍   |
| 2018年 | 希臘羽毛球公開賽               | 國際系列賽 | 混合雙打 | 玛内沙·库卡帕利           | 冠軍   |
| 2018年 | 印度羽毛球國際挑戰賽           | 國際挑戰賽 | 男子雙打 | 苏密特·雷迪               | 冠軍   |
| 2019年 | 阿塞拜疆羽毛球國際賽           | 國際挑戰賽 | 男子雙打 | 拉馬錢德蘭·斯洛           | 準決賽 |
| 2019年 | 蒙古國羽毛球國際賽             | 國際挑戰賽 | 男子雙打 | 拉馬錢德蘭·斯洛           | 準決賽 |
| 2019年 | 蒙古國羽毛球國際賽             | 國際挑戰賽 | 混合雙打 | 玛内沙·库卡帕利           | 準決賽 |
| 2019年 | 加納羽毛球國際賽               | 國際系列賽 | 男子雙打 | 拉馬錢德蘭·斯洛           | 冠軍   |
| 2019年 | 加納羽毛球國際賽               | 國際系列賽 | 混合雙打 | 玛内沙·库卡帕利           | 亞軍   |
| 2019年 | 拉各斯羽毛球國際經典賽         | 國際挑戰賽 | 男子雙打 | 拉馬錢德蘭·斯洛           | 亞軍   |
| 2019年 | 拉各斯羽毛球國際經典賽         | 國際挑戰賽 | 混合雙打 | 玛内沙·库卡帕利           | 冠軍   |
| 2019年 | 尼泊爾羽毛球國際挑戰賽         | 國際挑戰賽 | 男子雙打 | 杜鲁夫·卡皮拉             | 亞軍   |
| 2019年 | 印度羽毛球國際挑戰賽           | 國際挑戰賽 | 混合雙打 | 玛内沙·库卡帕利           | 準決賽 |
| 2019年 | 孟加拉羽毛球國際挑戰賽         | 國際挑戰賽 | 男子雙打 | 杜鲁夫·卡皮拉             | 亞軍   |
| 2019年 | 孟加拉羽毛球國際挑戰賽         | 國際挑戰賽 | 混合雙打 | 玛内沙·库卡帕利           | 準決賽 |
| 2020年 | 亞洲羽毛球團體錦標賽           | 其他       | 男子團體 | －                        | 季軍   |
| 2022年 | 賽義德·莫迪羽毛球國際賽        | 超級300賽  | 男子雙打 | 杜鲁夫·卡皮拉             | 準決賽 |
| 2022年 | 賽義德·莫迪羽毛球國際賽        | 超級300賽  | 混合雙打 | 崔莎·喬利                 | 準決賽 |
| 2022年 | 奧里薩羽毛球公開賽             | 超級100賽  | 混合雙打 | 崔莎·喬利                 | 亞軍   |
| 2022年 | 湯姆斯盃                       | 其他       | 男子團體 | －                        | 冠軍   |
| 2022年 | 馬哈拉施特拉邦羽毛球國際挑戰賽 | 國際挑戰賽 | 男子雙打 | 杜鲁夫·卡皮拉             | 冠軍   |
| 2023年 | 亞洲運動會羽毛球比賽           | 其他       | 男子團體 | －                        | 銀牌   |
| 2024年 | 烏干達羽毛球國際挑戰賽         | 國際挑戰賽 | 男子雙打 | 杜鲁夫·卡皮拉             | 冠軍   |
| 2024年 | 波蘭羽毛球公開賽               | 國際挑戰賽 | 男子雙打 | 杜魯夫·卡皮拉             | 冠軍   |
| 2024年 | 印度羽毛球國際挑戰賽           | 國際挑戰賽 | 男子雙打 | 維什努·瓦爾丹·古德·潘賈拉 | 亞軍   |
| 2025年 | 伊朗羽毛球國際挑戰賽           | 國際挑戰賽 | 男子雙打 | 維什努·瓦爾丹·古德·潘賈拉 | 冠軍   |
| 2025年 | 聖但尼羽毛球公開賽             | 國際挑戰賽 | 男子雙打 | 維什努·瓦爾丹·古德·潘賈拉 | 準決賽 |

| 2007-2017年 | 首要超級賽 | 超級賽 | 黃金大獎賽 | 大獎賽 | 國際挑戰賽 | 國際系列賽 | 未來系列賽 | 其他 |

| 2018-2026年 | 總決賽 | 超級1000賽 | 超級750賽 | 超級500賽 | 超級300賽 | 超級100賽 | 國際挑戰賽 | 國際系列賽 | 未來系列賽 | 其他 |

### 世界冠軍頭銜
阿琼·马塔蒂尔·拉马钱德兰在羽毛球生涯中共奪得1項羽毛球世界冠軍頭銜。
| 賽事     | 奪冠次數 | 年份               |
| -------- | -------- | ------------------ |
| 湯姆斯盃 | 1        | 2022年（男子團體） |
| 總計     | 1        |                    |

### 奧運會和世錦賽參賽紀錄
|          | 搭檔            | 2017 | 2018 | 2019 | 2020 | 2021  | 2022 |
| -------- | --------------- | ---- | ---- | ---- | ---- | ----- | ---- |
| 男子雙打 | 拉馬錢德蘭·斯洛 | 64強 | 64強 | 32強 | －   | 32強  | －   |
| 男子雙打 | 杜魯夫·卡皮拉   | －   | －   | －   | －   | －    | 8強  |
|          |                 |      |      |      |      |       |      |
| 混合雙打 | 玛内沙·库卡帕利 | －   | －   | －   | －   | 64強1 | －   |

1 賽前退賽